# Annoatok
Annoatok (o Anoritooq), situata alle coordinate 78°33′N 72°30′W, era una piccola stazione di caccia della Groenlandia, nella baia Smith, circa 24 km a nord di Etah. Attualmente è abbandonata.

## Storia
Annoatok fu usata come base da Frederick Cook durante la sua spedizione artica del 1908–09, quando affermò di aver raggiunto il polo nord. In quel periodo era il punto abitato più settentrionale al mondo. Il nome significa "luogo amato dal vento".